# 21世纪博览会

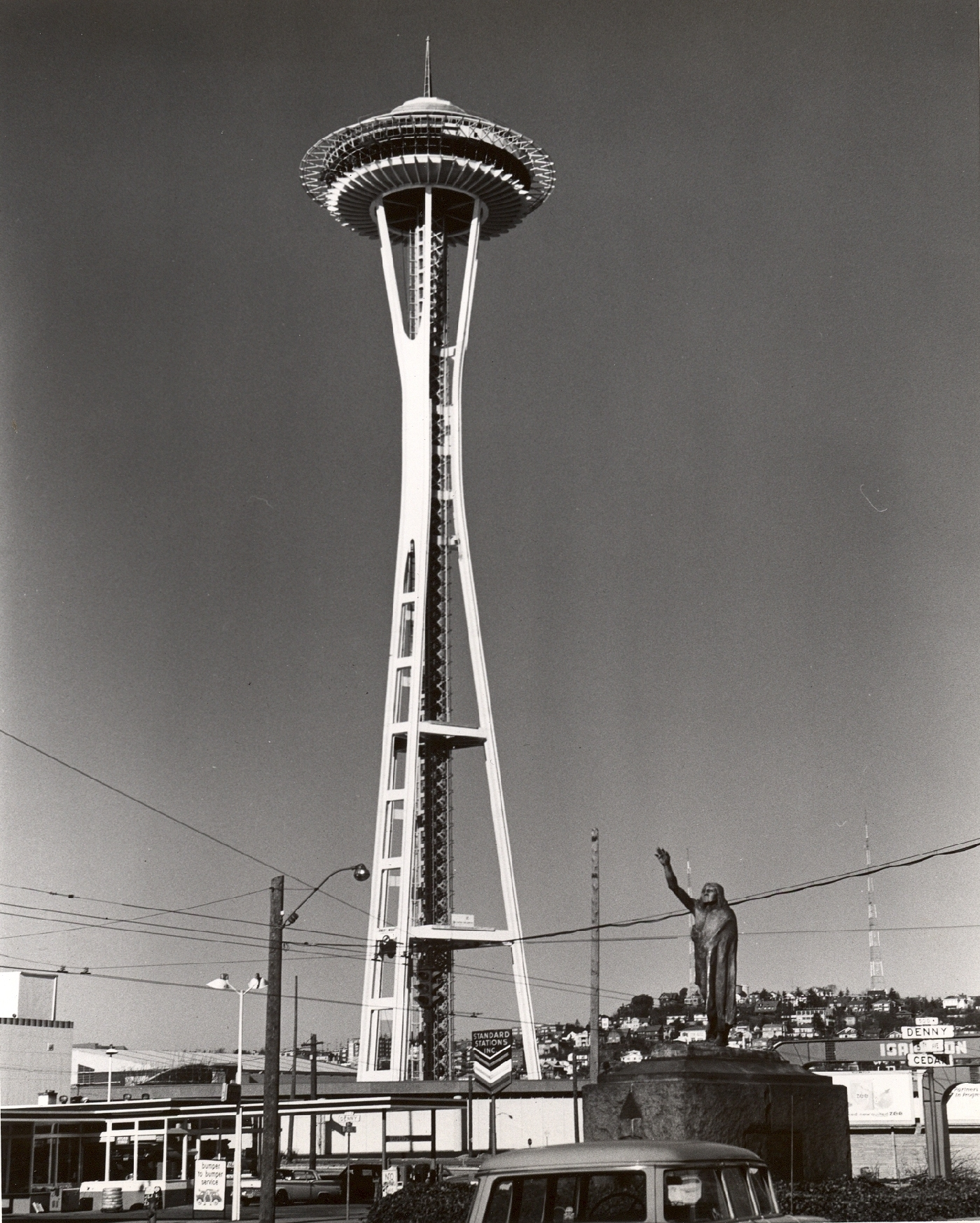
1961年接近完工的太空针塔.

21世纪博览会（又称西雅图世界博览会）1962年4月21日至10月21日在美国华盛顿州的西雅图市举行，为期184天，入场人次达到了964万。 跟同时代的其它世界博览会不一样，西雅图世博会实现了盈利。根据计划，展览会留下了一个露天会场以及许多公共建筑和设施，一些人认为这使西雅图的经济和文化生活得到了復甦。